# Сомбреро (фільм)
«Сомбреро» — радянський дитячий художній фільм 1959 року, знятий на Кіностудії ім. М. Горького.

## Сюжет
Група хлопців ставить спектакль за «Трьома мушкетерами». Один з претендентів на головну роль «підкуповує» режисера, пропонуючи йому для постановки чотири справжні рапіри. І тоді Толя Тичінкін, свідомо найкращий Д'Артаньян, вирішує провчити кривдника… До нього приїжджає родич-дипломат з Мексики. Він привозить Шурі мексиканський костюм і справжнє сомбреро. Переодягнувшись, Шура представляється як родич Тичінкіна з Мексики на прізвище Цаплін. Довго Шура розігрував хлопців. Нарешті, вони зрозуміли, що «мексиканець» це і є Шура Тичінкін, і що вони зробили йому недобре. Зрештою спектакль за участю Шури відбувся…

## У ролях
- Анатолій Кулаков — Шурик Тичінкін (озвучила Маргарита Корабельникова)
- Віктор Перевалов — Вовка-Товкач
- Наталія Паніна — Аллочка
- Михайло Тягунов — Вадик
- Віктор Глазков — Слава
- Василь Шишкін — Адріан
- Людмила Чернишова — Тичінкіна, Ольга Михайлівна
- Вадим Грачов — Цаплін
- Сергій Корень — тореро
- Сергій Філіппов — бандерільєро

## Знімальна група
- Режисер — Тамара Лисиціан
- Сценарист — Сергій Михалков
- Оператор — Василь Дульцев
- Композитор — Лев Шварц
- Художник — Володимир Богомолов